# Kithaironischer Löwe
Der Kithaironische Löwe ist ein Untier in der griechischen Mythologie, das im Gebirgszug des Kithairon haust und das Land des Amphitryon, dem Stiefvater des Herakles, heimsucht.
Der Kithaironische Löwe wird schließlich vom jungen Herakles kurz nach dem Auszug aus seinem Elternhaus und dem Beginn seiner Wanderungen erschlagen, welcher sich das Fell und das Haupt der erlegten Bestie aneignet: den Kopf des Löwen trägt Herakles fortan als Helm, sein Fell als Umhang. Neben der Keule und dem Füllhorn (Horn des Acheloos) gelten Löwenkopfhelm und Löwenfell insbesondere in der bildenden Kunst als Attribute des Herakles. 
Der Kithaironische Löwe ist zu unterscheiden vom Nemeischen Löwen, den Herakles im Zuge seiner zwölf Aufgaben erlegt.

## Quelle
- Bibliotheke des Apollodor 2,4,9–10